# Дітер Айльтс
Дітер Айльтс (нім. Dieter Eilts, нар. 13 грудня 1964, Упгант-Шотт) — німецький футболіст, що грав на позиції півзахисника. По завершенні ігрової кар'єри — футбольний тренер.
Протягом усієї кар'єри виступав за «Вердер», у складі якого став дворазовим чемпіоном Німеччини, триразовим володарем Кубка та Суперкубка Німеччини, а також переможцем Кубка Кубків УЄФА. Крім того, виступав за національну збірну Німеччини. У складі збірної — чемпіон Європи.

## Клубна кар'єра
Айльтс розпочав свою футбольну кар'єру в команді «Хаге» в Східній Фрісландії. У період з 1985 по 2002 рік він грав за «Вердер», зігравши в цілому 390 ігор Бундесліги в яких він забив сім голів. 5 грудня 1986 року тренер бременців Отто Рехагель на 79-й хвилині матчу чемпіонату проти «Кельна» випустив Айльтса замість Руді Феллера, завдяки чому молодий футболіст дебютував за першу команду. Проте в тому сезоні цей матч так і залишився для нього єдиним. Айльтс продовжував грати за другу команду, що виступала в Оберлізі, будучи в тіні таких гравців, як Гюнтер Германн, Норберт Маєр, Мирослав Вотава та Томас Вольтер .
Тільки в другій половині сезону 1988/89 Айльтсу вдалося повноцінно пробитись до першої команди «Бремена», в якому він зіграв 13 матчів в Бундеслізі і виступав у фіналі Кубка Німеччини проти «Боруссії» (Дортмунд), який «Вердер» програв з рахунком 1:4. За рік до цього він вже здобув перший трофей з клубом — перемогу в чемпіонаті, але провів тоді тільки дві гри у Бундеслізі.
Починаючи з сезону 1989/90 і до 2000/01, тобто більше десяти років, Айльтс був стабільним основним гравцем півзахисту «Вердера». У 1990 році команда знову вийшла в фінал Кубка Німеччини, де зустрілась з «Кайзерслаутерном». Айльтс зіграв повних дев'яносто хвилин, але його команда знову поступилася 2:3 і довелося відкласти трофей на наступний рік. У Бундеслізі Айльтс забив перший гол 31 березня 1990 року в грі проти «Гамбурга», який став переможним . Крім того у Кубку УЄФА сезону 1989/90 клуб дійшов аж до півфіналу, де поступився «Фіорентині», розгромивши в попередньому раунді інший італійський клуб «Наполі» з Дієго Марадоною з рахунком 5:1, а Дітер забив останній гол у матчі. 
У 1991 році Айльтс втретє поспіль грав у фіналі Кубка Німеччини і цього разу нарешті зміг виграти кубок, перегравши в серії пенальті «Кельн». Таким чином, клуб здобув право на участь у Кубку кубків 1991/92. «Вердер» у цьому турнірі пройшов румунський «Бакеу», угорський «Ференцварош», «Галатасарай» і «Брюгге», дійшовши до фіналу, де довелося зіткнутися з «Монако». Після того, як Айльтс був відсутній в півфіналі проти «Брюгге» через червону картку, він вийшов проти французького представника в стартовому складі. Бремен виграли гру зі рахунком 2:0 і Айльтс здобув свій перший і єдиний міжнародний титул.
Згодом у 1994 і 1999 роках Айльтс з бременцями ще двічі вигравав Кубок Німеччини. В обох фіналах він відіграв повний матч, а в другому з них ще й був капітаном команди. Ще до того в 1993 році він вдруге виграв чемпіонат Німеччини, а також тричі ставав володарем Суперкубка Німеччини (1988, 1993, 1994). 
Останнім сезоном для Дітера став сезон 2001/02, в якому він зіграв лише перші чотири гри чемпіонату. Його остання гра у Бундеслізі відбулась 18 серпня 2001 року проти «Мюнхена 1860».

## Виступи за збірну
18 грудня 1993 року дебютував в офіційних іграх у складі національної збірної Німеччини в товариському матчі проти США. 
У складі збірної був учасником чемпіонату Європи 1996 року в Англії, на якому став оплотом німецької команди, що виграла чемпіонат Європи в третій раз, і по його завершенні був включений до символічної збірної турніру.
Всього протягом кар'єри у національній команді, яка тривала 5 років, провів у формі головної команди країни 31 матч. Його остання гра відбулась 7 червня 1997 року в рамках відбіркового циклу до чемпіонату світу 1998 року проти збірної України.

## Кар'єра тренера
Завершивши ігрову кар'єру, Айльтс залишився з «Вердером», очоливши юнацьку команду клубу. 
1 липня 2003 року Айльтс став тренером німецької збірної до 19 років, а вже 6 серпня 2004 року був призначений тренером молодіжної збірної Німеччини, з якою грав на молодіжних Євро у 2006 та 2007 році, а також кваліфікував її до фінальної частини молодіжного чемпіонату Європи 2009 року, де вона стала чемпіоном. Тим не менше, на цьому турнірі Айльтс вже не керував командою, оскільки покинув збірну на початку листопада 2008 року через різні погляди на філософію гри і функціонування команд .
20 листопада 2008 року Німецький футбольний союз розірвав контракт з Айльтсом офіційно і на день пізніше він очолив «Ганзу», яка в попередньому сезоні вилетіла з Бундесліги. Після виїзної поразки 6 березня 2009 року проти «Санкт-Паулі» Айльтс був відправлений у відставку. За час на посаді команда зіграла одинадцять офіційних матчів і здобула лише одну перемогу і дві нічиї, через що опинилась на передостанньому місці в таблиці.
З січня 2011 року Айльтс працював на «Ольденбурзі» з Ландесліги як координатор молодіжного складу. На початку 2012 року він повернувся назад в «Вердер», зберігши при цьому свою діяльність «Ольденбузі». Там він став главою футбольної школи для підготовки юних футболістів у віці від шести до 13 років. 

## Титули і досягнення
- Чемпіон Німеччини (2):

«Вердер»:  1987-88, 1992-93
- Володар Кубка Німеччини (3):

«Вердер»:  1990-91, 1993-94, 1998-99
- Володар Суперкубка Німеччини (3):

«Вердер»:  1988, 1993, 1994
- Володар Кубка Кубків УЄФА (1):

«Вердер»:  1991-92
- Чемпіон Європи (1):

Німеччина: 1996

## Цікаві факти
Його прізвиськом було Алемао Східної Фрісландії, за його схожість з бразильським півзахисником Алемао. При цьому Алемао означає "німецький" португальською мовою, яке бразильський гравець заробив через його блондинистий "німецький" зовнішній вигляд.